# (24654) Фоссетт
(24654) Фоссетт (лат. Fossett) — астероид, относящийся к группе астероидов пересекающих орбиту Марса. Он был открыт 29 мая 1987 года американскими астрономами Кэролин Шумейкер и Юджином Шумейкером в Паломарской обсерватории и назван в честь Стива Фоссетта, американского бизнесмена и воздухоплавателя, первым облетевшем Землю на воздушном шаре.

Орбита астероида Фоссетт и его положение в Солнечной системе